# Chrysso diplosticha
Chrysso diplosticha är en spindelart som beskrevs av Chamberlin och Ivie 1936. Chrysso diplosticha ingår i släktet Chrysso och familjen klotspindlar. Inga underarter finns listade i Catalogue of Life.